# Slobodan Živojinović
Slobodan Živojinović (en alphabet cyrillique serbe : Слободан Живојиновић ; en alphabet latin serbe : Slobodan Živojinović), né le 23 juillet 1963 à Belgrade (Yougoslavie, actuelle Serbie), est un joueur de tennis yougoslave des années 1980, et a été le président de la Fédération serbe de tennis de 2006 à 2011.

## Carrière
Très puissant, adepte du jeu d'attaque comme Boris Becker, Slobodan Živojinović possédait par son service une arme dévastatrice qui était très efficace sur le gazon.
Il a remporté deux tournois ATP : Houston en 1986 face à Scott Davis (6-1, 4-6, 6-3) et Sydney en 1988 face à Richard Matuzewski (7-6, 6-3, 6-4).
Ses deux victoires sur des top 5 en Grand Chelem en 1985 face à Mats Wilander à Wimbledon au premier tour (6-2, 5-7, 7-5, 6-0) et contre John McEnroe en quart de finale de l'Open d'Australie (joué en décembre sur gazon) (2-6, 6-3, 1-6, 6-4, 6-0) restent deux grands moments de sa carrière. Wilander venait de remporter les deux derniers tournois du Grand Chelem : Open d'Australie 1984 et Roland-Garros 1985. Un autre de ses plus beaux matchs est hélas une défaite, sa demi-finale à Wimbledon face à Ivan Lendl alors no 1 mondial, où il fut très près de la victoire (2-6, 7-6- 3-6- 7-6, 4-6). Son 3e tour face à John McEnroe no 9 à l'US Open 1987 reste un grand moment également avec une défaite en 5 sets (4-6, 7-5, 7-6, 4-6, 3-6).
Živojinović était aussi un excellent joueur de double comme le prouve sa victoire avec Andrés Gómez à l'US Open 1986 et sa première place à l'ATP le 8 septembre de la même année. Au total, il a gagné 8 titres en double dans sa carrière.
Demi-finaliste de la Coupe Davis en 1991.
Victoires sur le top 10 mondial de l'ATP :
- 1989 en 1/16 à Wimbledon, victoire sur Miloslav Mecir no 10 (gazon) ;
- 1988 en 1/4 à Forest Hill, victoire sur Stefan Edberg no 3 terre battue ;
- 1987 en 1/4 à Tokyo, victoire (abandon) sur Boris Becker no 4 (moquette indoor) ;
- 1985 en 1/4 à l'Open d'Australie, victoire sur John McEnroe no 2 (gazon) ;
- 1985 en barrage de Coupe Davis à Belgrade, victoire sur Yannick Noah no 8 (dur indoor) ;
- 1985 en 1/64 à Wimbledon, victoire sur Mats Wilander no 4 (gazon) ;
- 1985 en 1/8 de Coupe Davis à Split, victoire sur Pat Cash no 9 (terre battue indoor).

Retiré des circuits en 1992, il est marié avec la chanteuse Lepa Brena et est père de trois enfants, Filip, Stefan et Victor.

## Palmarès

### Titres en simple messieurs
| No | Date       | Nom et lieu du tournoi           | Catégorie | Dotation  | Surface         | Finaliste           | Score         |  |
| -- | ---------- | -------------------------------- | --------- | --------- | --------------- | ------------------- | ------------- |  |
| 1  | 17-11-1986 | WCT-Houston Shootout, Houston    |           | 220 000 $ | Moquette (int.) | Scott Davis         | 6-1, 4-6, 6-3 |  |
| 2  | 10-10-1988 | Swan Premium Indoor Open, Sydney |           | 372 500 $ | Dur (int.)      | Richard Matuszewski | 7-6, 6-3, 6-4 |  |

### Finales en simple messieurs
| No | Date       | Nom et lieu du tournoi                | Catégorie | Dotation  | Surface      | Vainqueur    | Score         |  |
| -- | ---------- | ------------------------------------- | --------- | --------- | ------------ | ------------ | ------------- |  |
| 1  | 18-03-1985 | Open de Lorraine, Nancy               |           | 80 000 $  | Dur (int.)   | Tim Wilkison | 4-6, 7-6, 9-7 |  |
| 2  | 02-05-1988 | WCT Tournament of Champions, New York |           | 485 000 $ | Terre (ext.) | Andre Agassi | 7-5, 7-6, 7-5 |  |

### Titres en double messieurs
| No | Date       | Nom et lieu du tournoi                | Catégorie           | Dotation  | Surface         | Partenaire     | Finalistes                      | Score                   |          |
| -- | ---------- | ------------------------------------- | ------------------- | --------- | --------------- | -------------- | ------------------------------- | ----------------------- | -------- |
| 1  | 08-07-1985 | Tournoi de tennis US Pro Boston       |                     | 210 000 $ | Terre (ext.)    | Libor Pimek    | Peter McNamara Paul McNamee     | 2-6, 6-4, 7-6           | Parcours |
| 2  | 17-03-1986 | Belgian Indoor Championship Bruxelles |                     | 250 000 $ | Moquette (int.) | Boris Becker   | John Fitzgerald Tomáš Šmíd      | 7-6, 7-5                | Parcours |
| 3  | 24-03-1986 | ABN World Tennis Tournament Rotterdam |                     | 250 000 $ | Moquette (int.) | Stefan Edberg  | Wojtek Fibak Matt Mitchell      | 2-6, 6-3, 6-2           |          |
| 4  | 25-08-1986 | US Open Flushing Meadows              | G. Chelem           | NC $      | Dur (ext.)      | Andrés Gómez   | Joakim Nyström Mats Wilander    | 4-6, 6-3, 6-3, 4-6, 6-3 | Parcours |
| 5  | 23-03-1987 | Belgian Indoor Championship Bruxelles |                     | 250 000 $ | Moquette (int.) | Boris Becker   | Chip Hooper Mike Leach          | 7-6, 7-6                | Parcours |
| 6  | 30-03-1987 | Fila Trophy Milan                     |                     | 275 000 $ | Moquette (int.) | Boris Becker   | Sergio Casal Emilio Sánchez     | 3-6, 6-3, 6-4           |          |
| 7  | 17-10-1988 | Seiko Super Tennis Tokyo              |                     | 500 000 $ | Moquette (int.) | Andrés Gómez   | Boris Becker Eric Jelen         | 7-5, 5-7, 6-3           |          |
| 8  | 12-02-1990 | Belgian Indoor Championship Bruxelles | Championship Series | 465 000 $ | Moquette (int.) | Emilio Sánchez | Goran Ivanišević Balázs Taróczy | 7-5, 6-3                |          |

### Finales en double messieurs
| No | Date       | Nom et lieu du tournoi                       | Catégorie           | Dotation  | Surface         | Vainqueurs                     | Partenaire   | Score         |  |
| -- | ---------- | -------------------------------------------- | ------------------- | --------- | --------------- | ------------------------------ | ------------ | ------------- |  |
| 1  | 11-11-1985 | Benson & Hedges Tournament Wembley           | Grand Prix          | 300 000 $ | Moquette (int.) | Guy Forget Anders Järryd       | Boris Becker | 7-5, 4-6, 7-5 |  |
| 2  | 05-05-1986 | WCT Tournament of Champions New York         |                     | 500 000 $ | Terre (ext.)    | Hans Gildemeister Andrés Gómez | Boris Becker | 7-6, 7-6      |  |
| 3  | 11-08-1986 | Player's International Canadian Open Toronto | Championship Series | 300 000 $ | Dur (ext.)      | Chip Hooper Mike Leach         | Boris Becker | 6-4, 5-7, 6-2 |  |
| 4  | 20-10-1986 | CA Tennis Trophy Vienne                      |                     | 125 000 $ | Dur (int.)      | Ricardo Acioly Wojtek Fibak    | Brad Gilbert | Forfait       |  |
| 5  | 03-11-1986 | Stockholm Open Stockholm                     | Championship Series | 350 000 $ | Dur (int.)      | Sherwood Stewart Kim Warwick   | Pat Cash     | 4-6, 6-1, 7-5 |  |
| 6  | 16-10-1989 | Seiko Super Tennis Tokyo                     |                     | 500 000 $ | Moquette (int.) | Kevin Curren David Pate        | Andrés Gómez | 4-6, 6-3, 7-6 |  |

## Parcours dans les tournois duGrand Chelem

### En simple
| Année | Open d'Australie | Open d'Australie | Internationaux de France | Internationaux de France | Wimbledon       | Wimbledon    | US Open         | US Open     | Open d'Australie | Open d'Australie |
| ----- | ---------------- | ---------------- | ------------------------ | ------------------------ | --------------- | ------------ | --------------- | ----------- | ---------------- | ---------------- |
| 1982  | n.o.             | n.o.             | 1er tour (1/64)          | G. Forget                | —               | —            | —               | —           | —                | —                |
| 1983  | n.o.             | n.o.             | —                        | —                        | —               | —            | —               | —           | —                | —                |
| 1984  | n.o.             | n.o.             | 2e tour (1/32)           | F. Cancellotti           | —               | —            | —               | —           | —                | —                |
| 1985  | n.o.             | n.o.             | 2e tour (1/32)           | Gildemeister             | 2e tour (1/32)  | H. Günthardt | 1er tour (1/64) | B. Foxworth | 1/2 finale       | M. Wilander      |
| 1986  | n.o.             | n.o.             | 1er tour (1/64)          | E. Jelen                 | 1/2 finale      | I. Lendl     | 1er tour (1/64) | M. Purcell  | n.o.             | n.o.             |
| 1987  | 3e tour (1/16)   | Bo. Becker       | 1er tour (1/64)          | E. Sánchez               | 1/4 de finale   | J. Connors   | 3e tour (1/16)  | J. McEnroe  | n.o.             | n.o.             |
| 1988  | 3e tour (1/16)   | C.-U. Steeb      | 3e tour (1/16)           | M. Wilander              | 1/8 de finale   | M. Wilander  | 1er tour (1/64) | J. Carlsson | n.o.             | n.o.             |
| 1989  | 2e tour (1/32)   | T. Nijssen       | 1er tour (1/64)          | P. Haarhuis              | 1/8 de finale   | D. Goldie    | 1er tour (1/64) | J. Yzaga    | n.o.             | n.o.             |
| 1990  | 1er tour (1/64)  | M. Pernfors      | 1er tour (1/64)          | L. Shiras                | 1er tour (1/64) | A. Volkov    | —               | —           | n.o.             | n.o.             |
| 1991  | —                | —                | —                        | —                        | 1er tour (1/64) | J. Hlasek    | —               | —           | n.o.             | n.o.             |

N.B. : à droite du résultat se trouve le nom de l'ultime adversaire.

### En double
| Année | Open d'Australie          | Open d'Australie       | Internationaux de France   | Internationaux de France | Wimbledon                | Wimbledon          | US Open                    | US Open                | Open d'Australie        | Open d'Australie         |
| ----- | ------------------------- | ---------------------- | -------------------------- | ------------------------ | ------------------------ | ------------------ | -------------------------- | ---------------------- | ----------------------- | ------------------------ |
| 1985  | n.o.                      | n.o.                   | 1er tour (1/32) L. Pimek   | L. Courteau G. Forget    | 1er tour (1/32) W. Fibak | K. Curren J. Kriek | 2e tour (1/16) Bo. Becker  | H. Leconte Y. Noah     | 1/4 de finale B. Becker | P. Annacone van Rensburg |
| 1986  | n.o.                      | n.o.                   | —                          | —                        | —                        | —                  | Victoire A. Gómez          | J. Nyström M. Wilander | n.o.                    | n.o.                     |
| 1987  | 1/8 de finale Bo. Becker  | P. Doohan L. Warder    | —                          | —                        | 1/2 finale A. Gómez      | K. Flach R. Seguso | 1/2 finale A. Gómez        | K. Flach R. Seguso     | n.o.                    | n.o.                     |
| 1988  | 1/8 de finale G. Forget   | K. Evernden J. Kriek   | —                          | —                        | 2e tour (1/16) D. Cahill | E. Jelen P. Kühnen | —                          | —                      | n.o.                    | n.o.                     |
| 1989  | 2e tour (1/16) Bo. Becker | T. Pawsat Svantesson   | 1er tour (1/32) A. Gómez   | Ivanišević D. Nargiso    | —                        | —                  | 1er tour (1/32) de la Peña | G. Bloom B. Pearce     | n.o.                    | n.o.                     |
| 1990  | 2e tour (1/16) Ivanišević | Chamberlin T. Wilkison | —                          | —                        | —                        | —                  | —                          | —                      | n.o.                    | n.o.                     |
| 1991  | 1er tour (1/32) Cherkasov | K. Kinnear B. Shelton  | 1er tour (1/32) J. Sánchez | U. Riglewski M. Stich    | —                        | —                  | —                          | —                      | n.o.                    | n.o.                     |
| 1992  | 1er tour (1/32) J. Sobel  | K. Nováček G. Prpić    | —                          | —                        | —                        | —                  | —                          | —                      | n.o.                    | n.o.                     |

N.B. : le nom du ou de la partenaire se trouve sous le résultat ; le nom des ultimes adversaires se trouve à droite.